# Czciradz
Czciradz (niem. Zyrus) – wieś w Polsce położona w województwie lubuskim, w powiecie nowosolskim, w gminie Kożuchów.
W latach 1975–1998 miejscowość administracyjnie należała do województwa zielonogórskiego.

## Historia
Po raz pierwszy wzmianka o wsi pojawia się w źródłach pisanych w 1220 roku. W tym czasie pobierano od jej mieszkańców dziesięcinę dla parafii w pobliskich Solnikach. W 1295 roku wieś była własnością rycerską i należała do Sybana z Solnik. W 1323 roku właścicielami był ród von Plesna z Żagania, w 1333 r. łan czynszowy w Czciradzu posiadał Bartłomiej – zarządca szpitala św. Ducha w Kożuchowie, w 1344 r. wymieniony został Tilco z Cyras. W XV w. wsią władał Kasper Kottwitz, będący również właścicielem pobliskiego Sokołowa.
Podział wsi na Czciradz Dolny i Górny nastąpił w XV w. Część dolna była częścią majątku ziemskiego wraz z pobliskim Sokołowem. Właścicielami Czciradza Górnego była wymieniana w 1405 i 1471 r. rodzina von Unruh, w 1481 r. część ta należała do braci Sigmunda Ludwiga i Jacoba Gabriela von Unruh. Od 1517 r. przez blisko 100 lat, dolna część wsi należała do rodziny von Rechenberg. Część górna w tym czasie należała do Hansa Wolffa von Unruh (1549 r.), a następnie do rodziny von Zedlitz. W roku 1609 majątek Rechenbergów kupił Joachim von Stensch, któremu przypisuje się budowę dworu obronnego w dolnej części wsi. W 1676 r. górną częścią wsi władał Johann von Roeber, a od 1685 r. Heinrich von Reichenbach. Przypuszczalnie na początku XVIII w. obie części wsi znalazły się we władaniu rodziny von Kalckreuth, która w okresie budowania pałacu w Podbrzeziu Dolnym zamieszkiwała miejscowy dwór.
W 1780 r. Czciradz Dolny został sprzedany rodzinie von Lehwald. Oni to na przełomie XVIII i XIX w. przebudowali dwór w stylu późnego baroku i wczesnego klasycyzmu. Usunięto także jego cechy obronne, zlikwidowano wały ziemne, uregulowano fosę, wjazd poprowadzono przez kamienny, arkadowy most. W końcu XIX w. od strony północnej powstał park krajobrazowy, ze stawem i mauzoleum rodzinnym. W 1845 r. majątek w Czciradzu Dolnym obejmował folwark, dwa wiatraki, 19 domów i 101 mieszkańców. Natomiast w Czciradzu Górnym znajdował się folwark 22 domy i 152 mieszkańców.
Od 1910 r. do końca II wojny światowej majątek w dolnej części wsi był własnością Johannesa Ritscha. W tym czasie do dworu dobudowano werandę i przebudowano wnętrza. Wzniesiono również nowe budynki gospodarcze i rozszerzono uprawę buraka cukrowego (do tej pory majątek specjalizował się w hodowli bydła, owiec i trzody). Czciradz Górny do końca II wojny światowej pozostał w posiadaniu rodziny von Kalckreuth.
Po wojnie utworzono we wsi Państwowe Gospodarstwo Rolne, we dworze mieściła się administracja. W połowie lat 90. XX w. po likwidacji PGR obiekt przejęła Agencja Własności Rolnej Skarbu Państwa z siedzibą w Popęszycach. W 2002 roku dwór jak i otaczające go budynki gospodarcze został sprzedany prywatnemu inwestorowi. Obecnie jest własnością firmy Segi AT, która umieściła tutaj zakład produkcji pelletu z trocin i biomasy uzyskiwanej z ślazowca pensylwańskiego (tzw. malwa pensylwańska, Sida hermaphrodita).

## Demografia
Liczba mieszkańców miejscowości w poszczególnych latach:
| Rok  | Ilość mieszkańców |
| ---- | ----------------- |
| 1998 | 445               |
| 2002 | 477               |
| 2009 | 497               |
| 2011 | 495               |
| 2021 | 437               |

Od 1998 do 2021 roku ilość mieszkańców miejscowości zmniejszyła się o 1,8%.

## Zabytki
Do wojewódzkiego rejestru zabytków wpisany jest:
- zespół pałacowy, z XVII-XIX wieku: 
  - park
  - pałac, z XVI wieku, XVIII wieku/XIX wieku

## Ciekawostki
- W miejscowości działa klub piłkarski LZS "Czarni Czciradz"
- Przez wieś przebiega szlak rowerowy długości 41 km mający swój początek jak i koniec w Nowej Soli[6]. 
  - Przebieg trasyNowa Sól – Rudno – Ciepielów – Drwalewice – Czciradz – Kożuchów – Bulin – Mirocin Górny – Mirocin Dolny – Studzieniec – Lubieszów – Nowa Sól
- W miejscowości znajduje się kilkanaście pomników przyrody:
  - sześć dębów szypułkowych – obwody pni: 391, 500, 452, 416, 445, 450 centymetrów, wysokość 25-30 metrów, wiek około 300-350 lat, obiekt nr 229
  - platan klonolistny – obwód pnia 320 centymetrów, wysokość 22 metry, wiek 200 lat, obiekt nr 296
  - trzy topole czarne – obwody pni 358, 390, 564 centymetry, wysokość 22-25 metrów, wiek około 150 lat, obiekt nr 297
  - dąb szypułkowy – obwód pnia 525 centymetrów, wysokość 30 metrów, wiek około 250 lat, obiekt nr 350
  - klon zwyczajny – obwód pnia 290 centymetrów, wysokość 18 metrów, wiek około 150 lat, obiekt nr 351